# Branchinecta oterosanvicentei
Branchinecta oterosanvicentei är en kräftdjursart som beskrevs av Obregón-Barboza, et al. 2002. Branchinecta oterosanvicentei ingår i släktet Branchinecta och familjen Branchinectidae. Inga underarter finns listade.